# Raphael Bergoeing
Raphael Bergoeing Vela (16 de septiembre de 1965) es un economista y académico chileno, colaborador de diversos gobiernos. Ejerció como concejal electo para el período 2021-2024 en la comuna de Providencia. 
Durante el primer Gobierno de Sebastián Piñera, desde fines de 2011 y hasta marzo de 2014, ejerció como superintendente de la Superintendencia de Bancos e Instituciones Financieras de Chile. Previamente, ocupó la presidencia del directorio de la empresa de transportes de pasajeros Metro de Santiago.
En la actualidad trabaja como académico en la Escuela de Negocios de la Universidad Adolfo Ibáñez y como Presidente de la Comisión Nacional de Evaluación y Productividad (CNEP).
Entre sus áreas de especialización se cuentan el crecimiento económico, las fuentes de la productividad agregada y las finanzas internacionales.

## Formación
En 1988 se licenció en ciencias económicas por la Universidad de Chile. Un año después logró, con distinción, el título de ingeniero comercial en la misma casa de estudios.
En 1996 alcanzó el grado de doctor (Ph.D) en economía en la Universidad de Minnesota, en los Estados Unidos, especializándose en crecimiento económico y comercio internacional. Estos estudios los financió a través de diversas becas, destacándose la del programa Fulbright.

## Carrera profesional

### Actividad privada
De vuelta en Chile trabajó como investigador en el programa de posgrado en economía de Ilades/Georgetown University y como consultor en temas de política pública y desarrollo económico, para el Banco Interamericano de Desarrollo, Naciones Unidas, la Organización para la Cooperación y el Desarrollo Económico (OCDE), Codelco-Chile, el Servicio de Impuestos Internos de Chile y la Comisión Nacional del Medio Ambiente de Chile, entre otras entidades.
Luego se concentró en actividades académicas en el Centro de Economía Aplicada del Departamento de Ingeniería Industrial de la Universidad de Chile. En dicha casa de estudios llegó a ser director académico del Magíster en Economía Aplicada y del Doctorado Latinoamericano en Economía. En 2006 se trasladó al Departamento de Economía de la Universidad de Chile, en donde fue director de la Escuela de Economía y Negocios (2006-2008), y de la Escuela de Posgrados (2009 y 2010); durante 2018-2020 fue director de desarrollo de la Facultad de Economía y Empresas de la Universidad Diego Portales y, entre 2020 y 2024, profesor adjunto en la Facultad de Ciencias Físicas y Matemáticas de la Universidad de Chile.
Entre 2004 y 2009 fue también economista jefe de Banchile Inversiones y asesor del directorio del Banco de Chile, y entre 2014 y 2018 investigador a cargo del área Competencia, Productividad y Crecimiento en el Centro de Estudios Públicos (CEP). Ha sido presidente del Club Monetario; director titular electo de la Sociedad de Economistas de Chile; miembro titular del Comité Técnico de Inversiones del sistema previsional chileno (nombrado por las facultades de economía y negocios de Chile); integrante del Consejo Resolutivo de la Superintendencia de Casinos de Juego (nombrado por la presidenta Bachelet y ratificado por el Senado); director de AFP Cuprum, Clínica UC Christus, Empresa de los Ferrocarriles del Estado, Instituto de Estudios Bancarios y Acción RSE; y columnista habitual en los diarios El Mercurio y La Tercera .
Ha publicado trabajos relacionados con crecimiento, productividad y comercio internacional en diversas revistas académicas, entre las que destacan Journal of Development Economics, American Economic Review, Review of Economic Dynamics, The World Bank Economic Review. 
También ha sido investigador visitante en el Sistema de Reserva Federal de Estados Unidos (Minneapolis) y en el Banco Mundial (Washington D. C.) y ha enseñado cursos de pre o posgrado para la Universidad de Minnesota, la Universidad de Notre Dame y la Universidad de Georgetown.

### En el Gobierno
Tras colaborar en la campaña presidencial de Sebastián Piñera, pasó a ocupar la presidencia del Metro de Santiago una vez este en el poder, en 2010. Ocupaba este cargo cuando la estatal hizo entrega de la extensión hasta Maipú de su Línea 5, en febrero de 2011. A mediados de ese mismo ejercicio lideró el desarrollo y anuncio del diseño final de las nuevas líneas 3 y 6, el proyecto más grande en la historia de la empresa a esa fecha.
A fines de 2011 se le anunció como reemplazante de Carlos Budnevich en la Superintendencia de Bancos e Instituciones Financieras, cargo en el que permaneció hasta el fin de la administración, en marzo de 2014.
En septiembre de 2015 fue nombrado presidente del grupo público-privado creado durante el segundo Gobierno de Michelle Bachelet para robustecer técnicamente la elaboración del proyecto que reformaría la Ley General de Bancos. Además, ha integrado las comisiones de expertos para definir el salario mínimo y el producto potencial; el grupo convocado por el Ministerio del Trabajo para analizar los desafíos en materia de modernización del mercado laboral y nuevas formas de empleo (2018 y 2019); la Comisión sobre Calidad del Trabajo (2020); la Comisión Asesora Ministerial de Prospección laboral (2021 y 2020); el Comité de Expertos del ministerio de Ciencia, Tecnología, Conocimiento e Innovación, para el desarrollo de una Política Nacional de Inteligencia Artificial Finalmente (2019 - 2023); y, desde 2022, el Comité para la Modernización del Estado. Finalmente, es miembro, desde 2024, del Consejo Nacional de Ciencia, Tecnología, Conocimiento e Innovación para el Desarrollo.

## Historial electoral

### Elecciones municipales de 2021
- Elecciones municipales de 2021 para el concejo municipal de Providencia[9]

| Candidato                    | Pacto                         | Partido | Votos | %    | Resultado |
| ---------------------------- | ----------------------------- | ------- | ----- | ---- | --------- |
| Manuel Monckeberg Balmaceda  | Chile Vamos                   | RN      | 7855  | 9,53 | Concejal  |
| Giovanka Luengo Figueroa     | Ecologistas e Independientes  | ILXZ    | 5051  | 6,13 |           |
| Macarena Fernández Donoso    | Frente Amplio                 | CS      | 3089  | 4,62 | Concejala |
| Raphael Bergoeing Vela       | Chile Vamos                   | EVO     | 3784  | 4,59 | Concejal  |
| Josefa Errázuriz Giulisasti  | Unidad por el Apruebo         | ILYW    | 3387  | 4,11 | Concejala |
| Tomás Echiburú Altamirano    | Frente Amplio                 | RD      | 2374  | 2,88 | Concejal  |
| Consuelo Bravo Antúnez       | Chile Vamos                   | EVO     | 2371  | 2,88 |           |
| Christian Espejo Muñoz       | Chile Vamos                   | UDI     | 2365  | 2,87 |           |
| Carolina Plaza Guzmán        | Chile Vamos                   | UDI     | 2363  | 2,87 | Concejala |
| María Eugenia Pino García    | Frente Amplio                 | RD      | 2356  | 2,86 |           |
| Luis Ibacache Silva          | Chile Digno, Verde y Soberano | PCCh    | 2222  | 2,70 | Concejal  |
| Úrsula Eggers Gutiérrez      | Chile Digno, Verde y Soberano | PCCh    | 2039  | 2,47 |           |
| Julio Jung del Favero        | Unidad por el Apruebo         | PS      | 1862  | 2,26 |           |
| Pilar Fernández Balbuena     | Chile Vamos                   | UDI     | 1534  | 1,86 |           |
| Pablo Jaeger Cousiño         | Unidos por la Dignidad        | PDC     | 1494  | 1,81 | Concejal  |
| Juan Francisco Reyes Salgado | Chile Vamos                   | UDI     | 1456  | 1,77 |           |
| Matías Bellolio Salgado      | Republicanos                  | PRCh    | 1387  | 1,68 | Concejal  |
| Macarena Silva Energici      | Frente Amplio                 | RD      | 1223  | 1,48 |           |
| Cristofer Brunetti Núñez     | Chile Vamos                   | RN      | 1178  | 1,43 | Concejal  |
| Javier Ignacio Ortiz Tacchi  | Frente Amplio                 | COM     | 1011  | 1,23 |           |